# Питоф
Жан-Кристоф Комар (Питоф) (фр. Jean-Christophe «Pitof» Comar) — французский кинорежиссёр, сценарист и супервайзер визуальных эффектов. Наиболее заметными его работами являются фильмы «Видок» и «Женщина-кошка».

## Карьера
Начал заниматься созданием визуальных эффектов в 1986 году. Он работал со многими режиссёрами как Жан-Пьер Жёне, Ларс Фон Триер, Вим Вендерс, Бертран Тавернье, Жан-Батист Мондино, Жан-Поль Гуд, Ален Шаба и Люк Бессон.

## Фильмография

### Режиссёр
- 2001 — Видок / Vidocq
- 2004 — Женщина-кошка / Catwoman
- 2008 — Огонь и Лёд: Хроники Драконов / Fire & Ice: The Dragon Chronicles

### Помощник режиссёра
- 1997 — Чужой: Воскрешение / Alien Resurrection

### Сценарист
- 2001 — Видок / Vidocq

### Супервайзер визуальных эффектов
- Астерикс и Обеликс против Цезаря (1999); реж. Клод Зиди
- Жанна д’Арк (1999); реж. Люк Бессон
- Чужой: Воскрешение (1997); реж. Жан-Пьер Жёне
- Город потерянных детей (1995); реж. Жан-Пьер Жёне и Марк Каро
- Любовь в лугах (1995); реж. Этьен Шатилье
- Джорджино (1994); реж. Лоран Бутонна
- Дочь д’Артаньяна (1994); реж. Бертран Тавернье
- Жажда золота (1993); реж. Жерар Ури
- Пришельцы (1993); реж. Жан-Мари Пуаре
- Деликатесы (1991); реж. Жан-Пьер Жёне и Марк Каро

## Награды
- Кавалер Ордена Искусств и литературы 1995 года
- Гран-при Каннского кинофестиваля за спецэффекты в фильме «Коварство славы» (1994)[4]